# Electricity (Elton John)
Electricity è un brano composto ed interpretato dall'artista britannico Elton John. Il testo è di Lee Hall.

## Il brano
La canzone è stata composta da Elton appositamente per il musical Billy Elliot the Musical (2005). Da un punto di vista musicale, si presenta come un pezzo di stampo pop rock, anche classificabile nel piano rock; insieme ad Elton (presente al pianoforte) suona la Elton John Band, formata da Davey Johnstone (chitarre elettrica e acustica, cori), Nigel Olsson (batteria, cori), Bob Birch (basso, cori), Guy Babylon (tastiere, programmazione) e John Mahon (percussioni, cori). Ai cori si cimentano anche Gary Barlow e Rick Astley. Il testo di Lee (il titolo significa chiaramente Elettricità) si riferisce ovviamente al musical, e parla delle sensazioni provate da Billy nel momento in cui, impegnandosi nel ballo, libera tutta la sua anima. Curioso è il videoclip del brano, dato che vede nuovamente Elton come narratore al pianoforte accanto al giovane Billy danzante (nonostante le dichiarazioni dell'artista riguardo al video di Believe).
Electricity ha avuto un grande successo commerciale e di critica, raggiungendo la #4 nel Regno Unito; è così divenuta la 63° hit di Elton John a raggiungere la Top 40 nella Official Singles Chart. La canzone è stata anche inserita nell'edizione speciale del 2005 di Peachtree Road.